# Sid Atkinson
Sidney James Montford Atkinson (Durban, 14 de março de 1901 - Durban, 31 de agosto de 1977) foi um corredor de barreiras sul-africano, campeão nos Jogos Olímpicos de Amsterdã, em 1928.
Sidney apareceu no cenário internacional do atletismo em 1922, quando fez marcas expressivas nos 110m c/ barreiras e nos 400m c/ barreiras, além de ser um saltador em distância de primeiro nível mundial.
Nos Jogos de Paris, em 1924, o favorito da prova era o norte-americano George Guthrie, mas com o início da corrida, Atkinson e outro americano, Daniel Kinsey, saíram na frente nas primeiras barreiras e correram juntos até a oitava delas, quando Atkinson passou à frente. Nesta barreira, entretanto, ele tocou com a ponta do pé em seu alto, se desequilibrando por instantes, o que permitiu a Kinsey ultrapassá-lo e conquistar o ouro, deixando Atkinson com a prata.
Em 1928, finalmente, ele conseguiu a medalha de ouro na prova, superando seu desapontamento dos Jogos anteriores, vencendo os 110 m c/ barreiras em 14s8.